# Takashi Tachibana
Takashi Tachibana (立花 隆, Tachibana Takashi), né le 28 mai 1940 à Nagasaki et mort le 30 avril 2021 à Tokyo, est un journaliste japonais connu pour ses articles relatifs aux questions sociales du Japon.

## Biographie
Takashi Tachibana nait le 28 mai 1940 dans la préfecture de Nagasaki. Il est diplômé de littérature française de l'université de Tokyo. Il commence à travailler en 1964 pour le magazine Bungeishunjū qu'il quitte deux ans après lorsqu'il est affecté à la couverture du baseball professionnel. Il retourne à l'université de Tokyo suivre des cours de philosophie, période pendant laquelle il écrit de nombreux articles pour le magazine Shokun! (en). Certains d'entre eux traitent de la révolution scientifique, des voyages spatiaux et du pétrole brut.
Impressionné par le scandale du Watergate aux Etats-Unis, il se lance dans une enquête sur le « système » du premier ministre de l'époque, Kakuei Tanaka. Journaliste indépendant, il n'a pas à respecter la prudence des rédactions à l'égard du pouvoir. En 1974, il publie une longue enquête sur des affaires de corruption mettant en cause Kakuei Tanaka (spéculations foncières, appels d'offres truqués, caisses noires, achats de voix et financements occultes de campagnes électorales), qui est contraint à la démission.
Il est lauréat du prix Kan-Kikuchi en 1983.
Il meurt le 30 avril 2021 à l'âge de 80 ans des suites de troubles cardiovasculaires. Son décès est annoncé par sa famille le 23 juin 2021.

## Sujets notables
- Tanaka Kakuei kenkyū (田中角栄研究?), une étude sur Kakuei Tanaka : 1974
- Lockheed saiban to sono jidai (ロッキード裁判とその時代?), l'affaire Lockheed dans les années 1970 et 80 : de 1981 à 1985
- Nihon kyōsantō no kenkyū (日本共産党の研究?), enquête sur le Parti communiste japonais : 1978
- Nō wo Kiwameru (脳を究める?), la recherche avancée sur les fonctions neuro-cérébrales : 1996
- Iraku sensō - Nihon no unmei - Koizumi no unmei (イラク戦争・日本の運命・小泉の運命?), la guerre d'Irak, le destin du Japon et le sort de Jun'ichirō Koizumi : 2004
- Tennō to Tōdai, Dai Nippon Teikoku no sei to shi (天皇と東大 大日本帝国の生と死?), l'empereur et l'université de Tokyo, la fin de l'empire du Japon en 1945.